# Supa Nate
Supa Nate es uno de los raperos que forma el grupo Konkrete junto a C-Bone y Lil' Brotha. Debutó en el mundo del rap colaborando con Outkast en el tema Nathaniel, en el que él mismo rapeaba en un teléfono de la cárcel.

## Colaboraciones (en solitario)
- OutKast - "Nathaniel"

### Con Konkrete
- Dungeon Family - "Curtains (Of 2nd Generation)"
- Big Boi - "Tomb Of The Boom"
- Purple Ribbon All-Stars - "Beef"
- Purple Ribbon All-Stars - "Whatcha Wanna Do"
- Purple Ribbon All-Stars - "D-Boi Stance" feat Big Boi
- Purple Ribbon All-Stars - "Hard In The Paint"
- Purple Ribbon All-Stars - "Shit Ya Drawers"
- Purple Ribbon All-Stars - "Lovin' This"

- Datos: Q7641878